# 诺罗敦·帕花黛维
诺罗敦·帕花黛维公主（1943年1月8日—2019年11月18日），柬埔寨政治人物、舞蹈家，柬埔寨皇家芭蕾舞团导演。
帕花黛维是诺罗敦·西哈努克的长女，生母是Neak Moneang Phat Kanthol。她也是诺罗敦·拉那烈亲王的同胞姐姐。她于诺罗敦高中（Lycée Preah Norodom）毕业后，被祖母西索瓦·哥沙曼王太后选为芭蕾舞者。她于15岁的时候在皇家芭蕾舞团首演。18岁的时候获得首席芭蕾舞女（prima ballerina）的头衔。
帕花黛维于1959年结婚，后来育有五个孩子。曾任柬埔寨文化艺术部部长。
2019年11月18日病逝，享年76歲。